# Gustav Wegener (Widerstandskämpfer)
Gustav Wegener (* 23. Mai 1908 in Schwerin an der Warthe; † 11. Dezember 1944 im Zuchthaus Brandenburg-Görden) war ein Widerstandskämpfer gegen den Nationalsozialismus.

## Leben

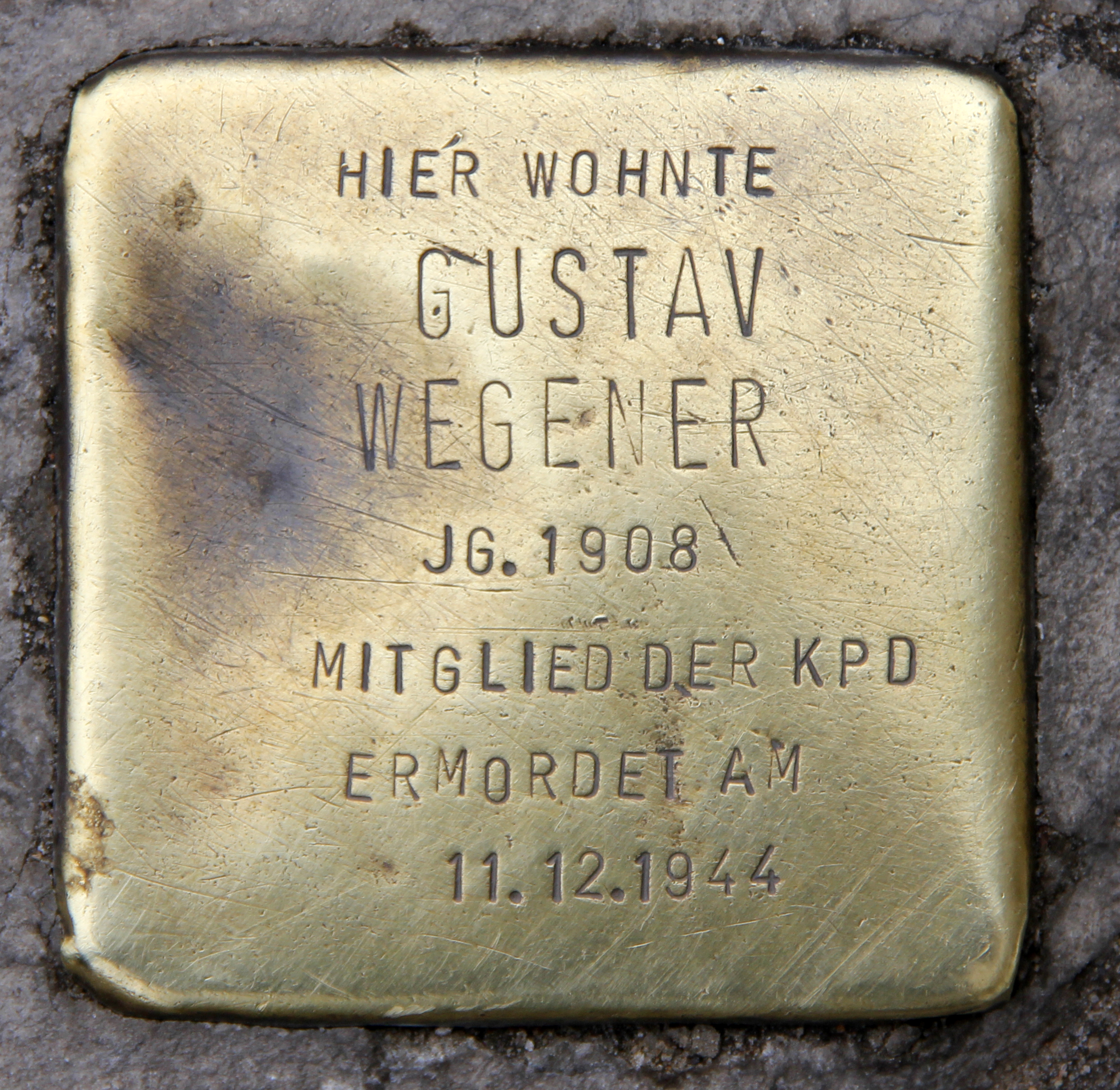
Stolperstein für Gustav Wegener in Friedrichshain

Der Schriftsetzer Gustav Wegener wohnte in der Lübbener Straße 28 in Berlin-Kreuzberg, war Mitglied des KJVD, später der KPD und der Internationalen Arbeiterhilfe. 1928 ging er zur französischen Fremdenlegion nach Indochina, zog sich dort ein Magen- und Darmleiden zu, desertierte und traf 1936 wieder in Deutschland ein. Gustav Wegener, seit 1939 mit Frieda Wegener geborene Schulz verheiratet, musste häufig seinen Arbeitsplatz wechseln. Zuletzt war er bei der Buch- und Offsetdruckerei Anton Bertinetti tätig, wo er im Oktober 1943 dauerhaft krankgeschrieben wurde.
Ab 1933 war er für die illegale KPD tätig. Sein Kollege Erich Fähling brachte ihn mit Anton Saefkow und Franz Jacob zusammen. Unter dem Decknamen Hans wurde Gustav Wegener einer der wichtigsten Mitarbeiter der Saefkow-Jacob-Bästlein-Organisation, nahm an deren Leitungssitzungen teil und war Angelpunkt bei der Herstellung und des Vertriebs illegaler Schriften. Er instruierte auch die Funktionäre mehrerer Betriebszellen und übergab dabei KPD- und NKFD-Materialien u. a. bei AEG Berlin, Askania-Werke in Berlin-Mariendorf, Bosse, Brandenburgische Motorenwerke Basdorf, Kabelwerk Schönow und Veltener Maschinenfabrik.
Harry Harder vermittelte ihm 1944 Kontakt zum Stalag III B Fürstenberg/Oder. Gustav Wegener übersetzte einen Brief französischer Kommunisten und verfasste ein Antwortschreiben. Noch in der Nacht zum 5. Juli 1944 vervielfältigte er mit Fritz Nitschke das Flugblatt „Tatsachen!“ des verhafteten Bernhard Bästlein, bevor der Kommunist durch Denunziation am 6. Juli 1944 festgenommen wurde. Vom „Volksgerichtshof“ am 21. Oktober 1944 zum Tode verurteilt, wurde Gustav Wegener am 11. Dezember 1944 im Zuchthaus Brandenburg-Görden hingerichtet.

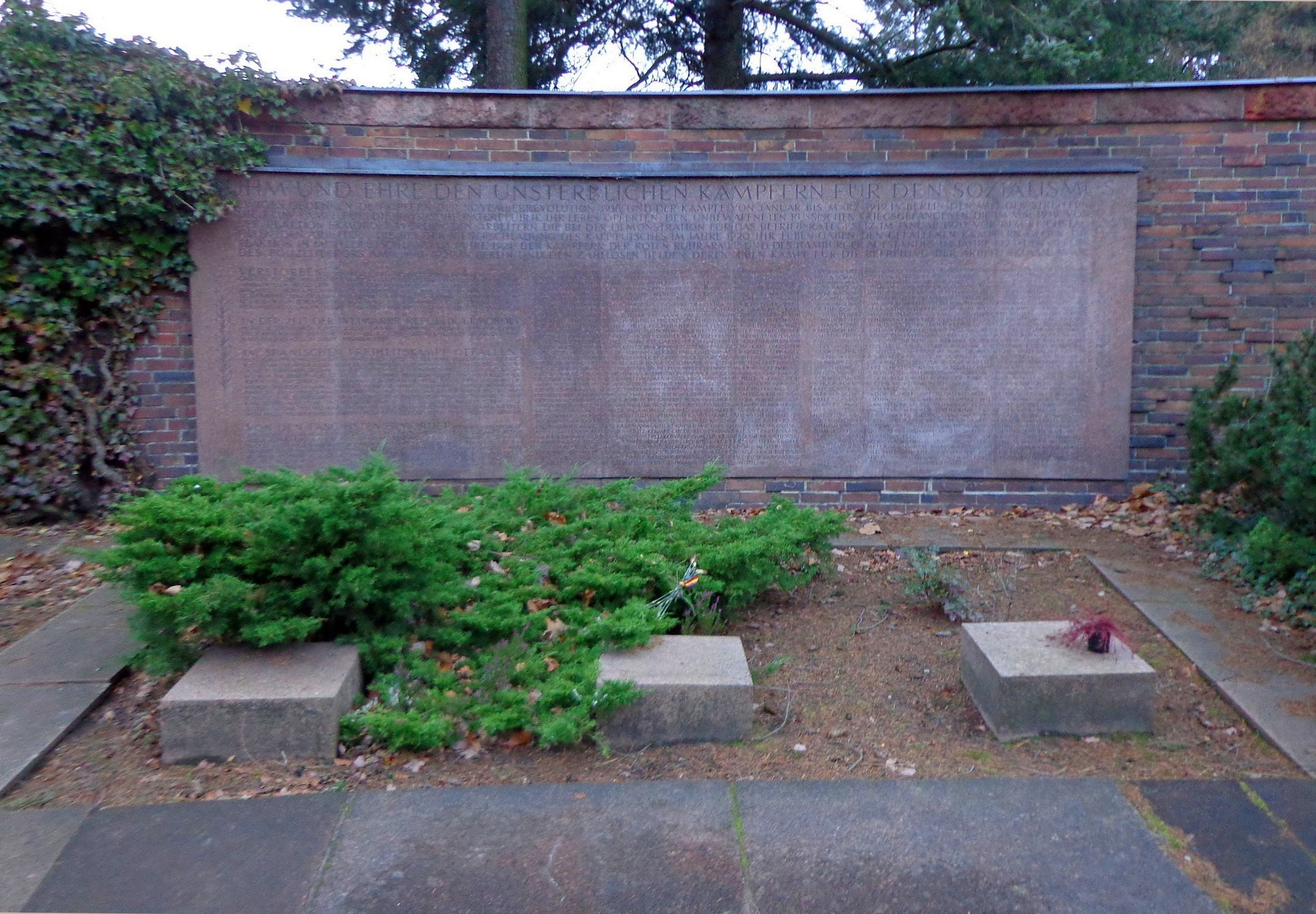
Gedenkstätte der Sozialisten, Porphyr-Gedenktafel an der Ringmauer mit Urnensammelgrab

Nach der Hinrichtung wurde sein Leichnam im Krematorium Brandenburg verbrannt. Im Jahr 1946 wurden zahlreiche Urnen mit der Asche von in der Zeit des Nationalsozialismus hingerichteten Widerstandskämpfern aus den damaligen Berliner Bezirken Lichtenberg, Kreuzberg und Prenzlauer Berg auf den Zentralfriedhof Friedrichsfelde überführt, von denen besonders viele im Zuchthaus Brandenburg-Görden enthauptet worden waren. Ihre sterblichen Überreste fanden schließlich in der 1951 eingeweihten Gedenkstätte der Sozialisten (Urnensammelgrab bei der großen Porphyr-Gedenktafel auf der rechten Seite der Ringmauer) ihren endgültigen Platz. Neben Gustav Wegener, dessen Überreste im August 1946 auf den Zentralfriedhof Friedrichsfelde überführt wurden, erhielten auf diese Weise auch viele andere Widerstandskämpfer eine würdige Grabstätte und einen Gedenkort.

## Ehrungen
- Wegeners Name steht auf einer 1947 zum Tag der Opfer des Faschismus enthüllten Gedenktafel, die im 1. Stock des früheren Rathauses Kreuzberg in der Yorckstraße 4 zu sehen ist.[5]
- Für Wegener wurde ein Stolperstein im Weidenweg 46 in Berlin-Friedrichshain verlegt.